# Les Essards (Charente Marittima)
Les Essards /lezeˈsaʁ/ è un comune francese di 590 abitanti situato nel dipartimento della Charente Marittima nella regione della Nuova Aquitania.

## Società

### Evoluzione demografica
Abitanti censiti